# Искатели утраченного ковчега (саундтрек)
Искатели утраченного ковчега (англ. Raiders of the Lost Ark) — саундтрек к одноименному фильму 1981 года. Был написан в 1981 году композитором Джоном Уильямсом и впервые исполнен Лондонским Симфоническим Оркестром.

## Список композиций
Ниже представлен список композиций, попавших на альбом с саундтреком, выпущенный в 1981 году компанией PolyGram.
1. The Raiders March
2. In The Idol’s Temple
3. Flight From Peru
4. To Cairo
5. The Basket Game
6. The Map Room: Dawn
7. The Well Of The Souls
8. Desert Chase
9. Marion’s Theme
10. The Miracle Of The Ark
11. End Credits

## Расширенное издание
В ноябре 1995 года компания DCC Compact Classics, Inc. выпустила компакт-диск с расширенным изданием саундтрека к «Искателям», с более чем 30 минутами удлинённых или новых композиций и 24 страничным буклетом. Ниже представлен список композиций с этого альбома.

### Список композиций
1. The Raiders March
2. Main Title: South America, 1936†
3. In the Idol’s Temple‡
4. Flight From Peru
5. Journey to Nepal†
6. The Medallion†
7. To Cairo
8. The Basket Game‡
9. The Map Room: Dawn
10. Reunion and the Dig Begins†
11. The Well of Souls
12. Airplane Fight†
13. Desert Chase‡
14. Marion’s Theme
15. The German Sub/To the Nazi Hideout†
16. Ark Trek†
17. The Miracle Of The Ark
18. The Warehouse†
19. End Credits

† Новые композиции

‡ Удлинённые композиции